# Meg (nome)
Meg  è un nome proprio di persona inglese femminile.

## Varianti
- Femminili: Meggie[2], Meggy[3], Maggie[1][2], Peg[1][2], Peggie[1], Peggy[1][2]

### Varianti in altre lingue
- Scozzese: Magaidh[4], Peigi[2]

## Origine e diffusione
Si tratta di un ipocoristico di Margaret, la forma inglese del nome Margherita, attestato già in periodo medievale. La ragione del cambio della consonante iniziale in Peggy e forme simili è sconosciuta; la stessa curiosa occorrenza si ha anche in Molly-Polly e Matty-Patty; potrebbe trattarsi semplicemente di nomi coniati in rima con l'originale.
Storicamente, il nome Meg veniva usato colloquialmente per indicare una donna rude o poco femminile; a partire dal XX secolo Meg è diventato anche un'abbreviazione di Megan (una forma gallese di Margherita), e tale uso è cessato. La forma Maggie guadagnò notevole diffusione in Scozia dove, nel XIX secolo, era già usata come nome indipendente.

## Onomastico
L'onomastico si festeggia lo stesso giorno di Margherita.

## Persone
- Meg, cantante italiana
- Meg Cabot, scrittrice statunitense
- Meg Foster, attrice statunitense

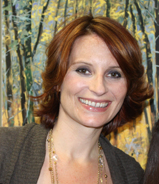
Meg Cabot

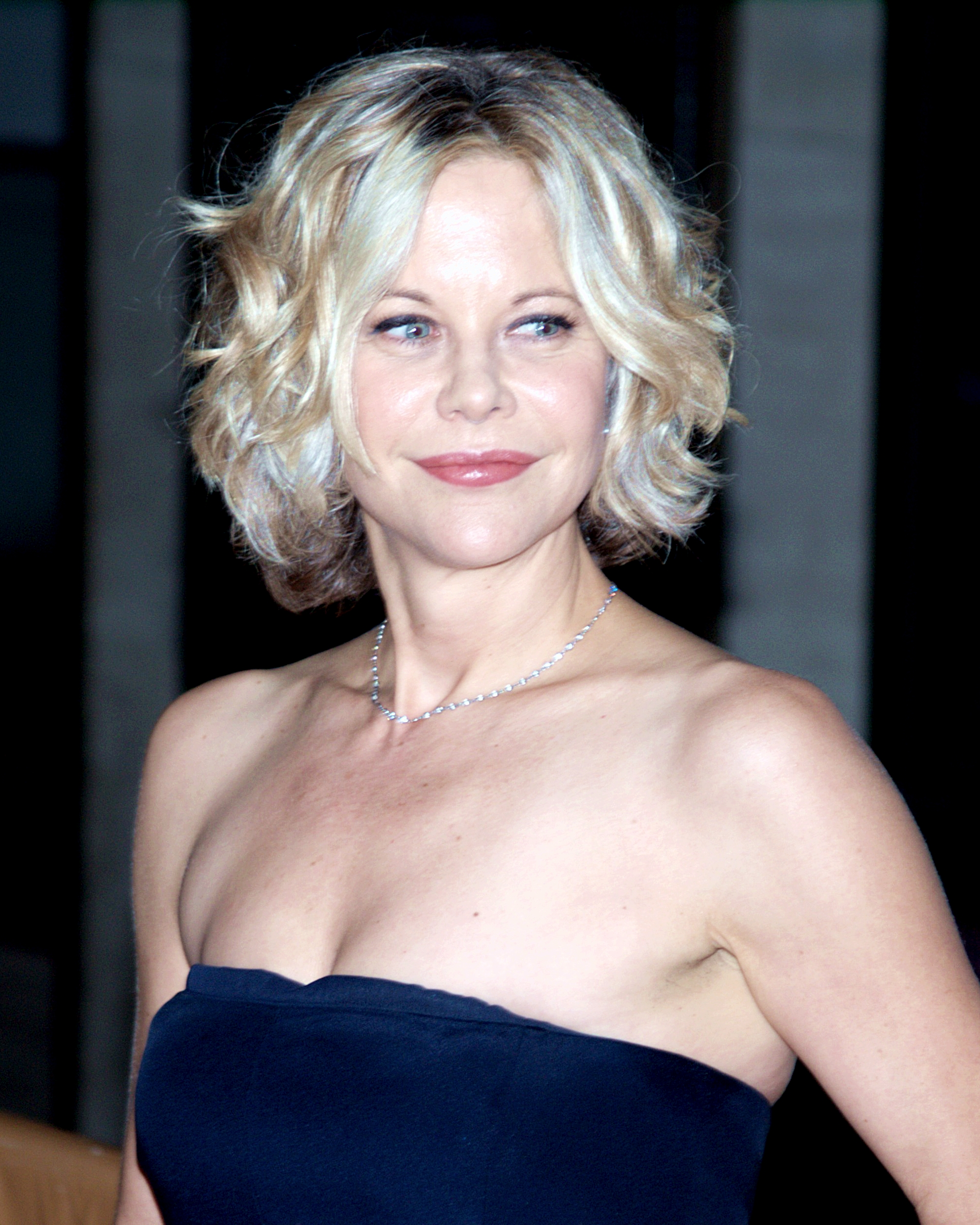
Meg Ryan

- Meg Ryan, attrice e produttrice cinematografica statunitense
- Meg Tilly, attrice, ballerina e scrittrice statunitense
- Meg White, batterista statunitense

### Variante Maggie
- Maggie Castle, attrice canadese

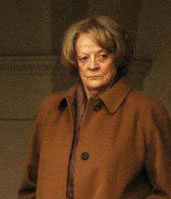
Maggie Smith

- Maggie Cheung, attrice e modella cinese
- Maggie Grace, attrice statunitense
- Maggie Gyllenhaal, attrice statunitense
- Maggie Lau, attrice e cantante cinese
- Maggie Lawson, attrice statunitense
- Maggie Lloyd Williams, attrice zimbabwese
- Maggie MacNeal, cantante olandese
- Maggie Mae, cantante tedesca
- Maggie Q, modella e attrice statunitense
- Maggie Reilly, cantante britannica
- Maggie Siff, attrice statunitense
- Maggie Siu, attrice cinese
- Maggie Smith, attrice britannica
- Maggie Stiefvater, scrittrice statunitense

### Variante Peg
- Peg Entwistle, attrice britannica
- Peg Hillias, attrice statunitense
- Peg Murray, attrice e cantante statunitense
- Peg Woffington, attrice teatrale irlandese

### Variante Peggy
- Peggy Ashcroft, attrice britannica

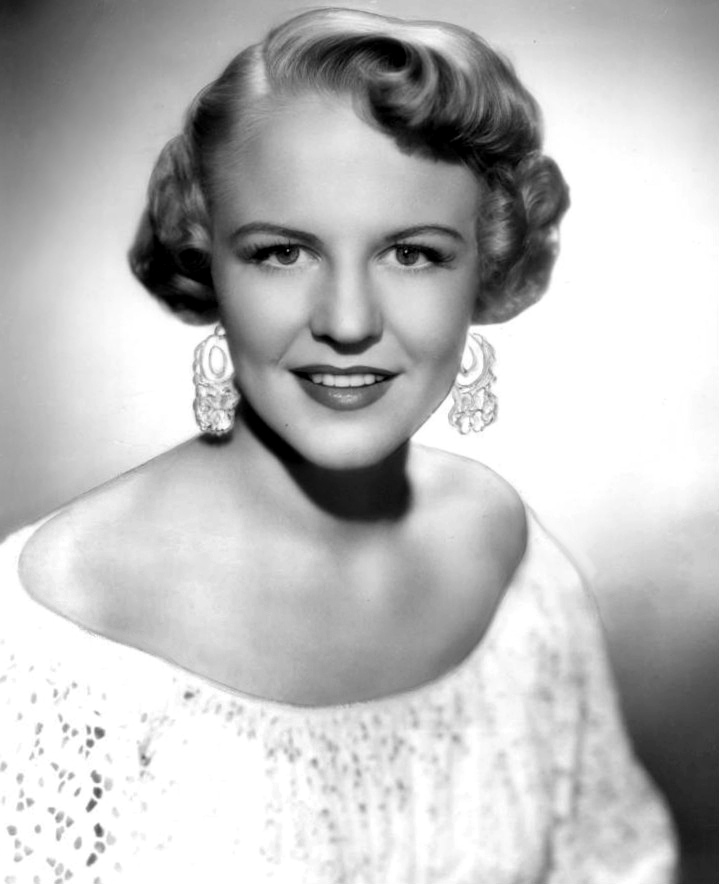
Peggy Lee

- Peggy Fleming, pattinatrice artistica su ghiaccio e scrittrice statunitense
- Peggy Guggenheim, collezionista d'arte statunitense
- Peggy Kopp, modella venezuelana
- Peggy Lee, cantante, attrice ed autrice di canzoni statunitense
- Peggy Lipton, attrice statunitense
- Peggy March, cantante e attrice statunitense
- Peggy Saunders, tennista britannica
- Peggy Whitson, astronauta statunitense
- Peggy Zlotkowski, modella francese

### Altre varianti
- Peggie Castle, attrice statunitense

## Il nome nelle arti
- Maggie è un personaggio della serie di romanzi e film Twilight, creata da Stephenie Meyer.
- Peggy Carter è un personaggio dei fumetti Marvel.
- Meg Giry è un personaggio del romanzo di Gaston Leroux Il fantasma dell'Opera.
- Meg Griffin è un personaggio della serie animata I Griffin.
- Margaret "Meg" March è un personaggio del romanzo di Louisa May Alcott Piccole donne.
- Meg Page è un personaggio dell'opera lirica Falstaff di Giuseppe Verdi.
- Maggie Simpson è un personaggio della serie animata I Simpson.
- Maggie May o Maggie Mae è una canzone popolare di Liverpool, ripresa dai Beatles nell'album Let It Be.
- Un'altra canzone dal titolo Maggie May è stata composta da Rod Stewart e Martin Quittenton e incisa da Rod Stewart.
- Peg è la moglie di Pietro Gambadilegno nella serie TV Ecco Pippo.